# Масютин, Василий Николаевич
Василий Николаевич Масютин (10 февраля 1884, Рига — 25 ноября 1955, Берлин) — русский (в эмиграции — немецкий) график, выдающийся деятель русского модерна, писатель; мастер офорта и ксилографии, автор книжных и прикладных эстампов, также работал как портретист, обращался к живописи и монументальной скульптуре.

## Биография
Василий Николаевич Масютин родился в Риге в семье офицера Николая Корнилиевича Масютина (на 1884 год подполковника) и Людмилы Васильевны — дочери настоятеля Рижского кафедрального собора, протоиерея Василия Сергеевича Князева. Окончил Кадетский корпус и Михайловское артиллерийское училище в Санкт-Петербурге, в течение двух лет служил офицером в Москве. В 1907 году вышел в отставку.

### Начало творческого пути
В 1908 году поступил в Московское училище живописи, ваяния и зодчества, осваивал технику офорта под руководством С. В. Иванова.
Жена — Валентина Сергеевна, урождённая Ястребцова (1887—1951), выпускница Строгановского художественного училища.
12 мая 1908 года родилась дочь Марина, ставшая впоследствии художником промышленной графики.
В 1908 году создал цикл рисунков «Семь смертных грехов», в 1909 году — альбом офортов «Грех», в 1910—1911 альбом «12 офортов».
Экспонировал свои работы на выставках Московского товарищества художников (1908—1918) и Союза русских художников (1910—1917).
В 1914 году участник Международной выставке печатного дела в Лейпциге. В том же году окончил Московское училище живописи, ваяния и зодчества.
Осенью 1914 года призван на военную службу, два года провел на фронтах Первой мировой войны.
10 апреля 1917 года награждён Орденом Святого Станислава III-й степени.
В начале 1917 года, в чине штабс-капитана, демобилизовался и возвратился в Москву.

### Работа в России
В 1917 году вошел в Комиссию по охране памятников искусства и старины, Совет управления Румянцевским музеем и Союз художников гравюры.
В 1918 году был приглашен профессором в Государственные свободные художественные мастерские.

В 1919 году обратился к ксилографии и литографии. Выполнил циклы гравюр на дереве к своим фантастическим романам «Царевна Нефрет», «Дни творений», а также к книгам Э. Т. А. Гофмана и А. В. Луначарского. Параллельно работал над сериями станковых ксилографий.

### Работа в Германии
В конце 1920 года, по праву уроженца Риги, Масютин принял латвийское гражданство и покинул Москву; недолго пробыв в латвийской столице, он в 1921 году вместе с семьёй переехал в Берлин, где обосновался в «районе русской эмиграции» — Халензее, на Борнштедтер штрассе, дом 3.

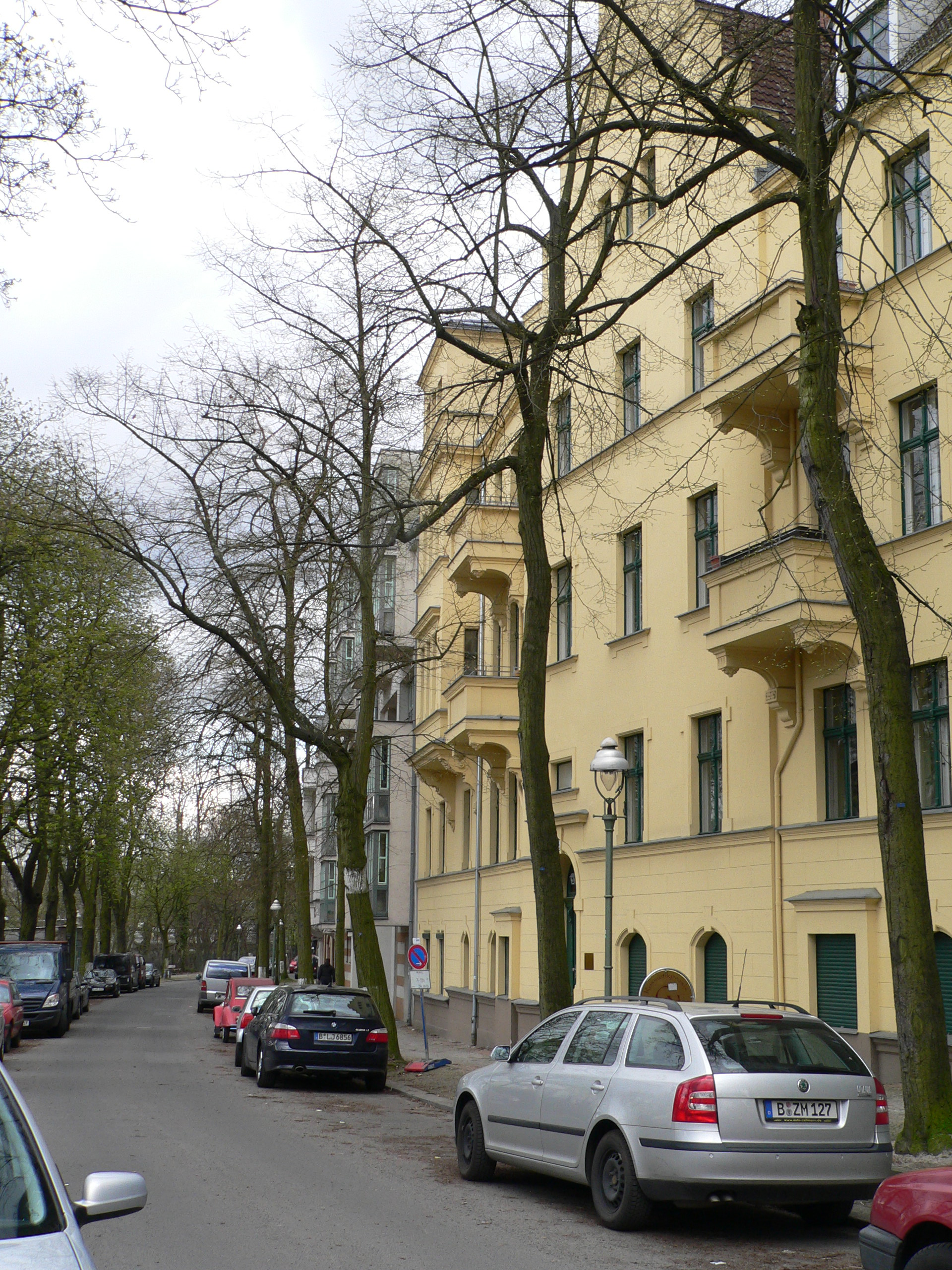
Берлин-Халензее, Борнштедтер штрассе, 3. Дом в котором жила семья Масютиных

С середины 1920-х годов обратился к живописи, писал портреты и натюрморты.
В 1921—1923 годах сотрудничал в немецких издательствах, создал иллюстрации к книгам А. С. Пушкина — «Бахчисарайский фонтан», «Медный всадник», «Руслан и Людмила», «Повести Белкина», «Борис Годунов».
Создал графическое оформление книг — «Герой нашего времени» М. Ю. Лермонтова, «Горе от ума» А. С. Грибоедова, «Нос» Н. В. Гоголя, «Старец Зосима» Ф. М. Достоевского, «Детство, отрочество, юность» Л. Н. Толстого, «Двенадцать» А. А. Блока и другим.
Василий Масютин, на немецком языке, опубликовал свои сочинения — повесть «Двое», рассказ «Опасности зелёного острова», романы «Царевна Нефрет» и «Дни творений». Книги напечатаны в авторском художественном оформлении.
В 1923 году опубликовал обзорную работу, посвященную графическим искусствам — «Гравюра и литография» (издана в Берлине, в издательстве «Геликон»).
Изданы монографии о выдающихся мастерах графики — Тулуз-Лотреке, Брэнгвине, Анрикель-Дюпоне, Томасе Бьюике.
Произведения художника экспонировались на выставках в Советском Союзе. В 1928 году состоялась персональная выставка в Ленинграде.
В 1930-е годы много занимался прикладной графикой, выполнял обложки, афиши, этикетки, рекламные плакаты.
Иллюстрации, полиграфические заставки и статьи о русских художниках публиковались в журнале Gebrauchsgraphik.
В последние годы жизни Масютин работал над серией памятных медалей, иллюстрациями к «Братьям Карамазовым» Ф. М. Достоевского и ксилографиями с изображением Кёльнского и Страсбургского соборов.
Умер в Берлине 25 ноября 1955 года; похоронен на Груневальдском кладбище. Ретроспектива творчества Масютина, на которой были представлены его произведения, а также вывезенные им за рубеж медные и офортные доски 1911—1920 годов, состоялась в 2012 году в московской галерее Ильдара Галеева.

## Скульптуры, созданные в Берлине
В 1947 году В. Н. Масютин создал мемориальную скульптуру композитору М. И. Глинке на Русском православном кладбище Берлин-Тегель.
С 1949 года по 1951 год Василий Масютин, под руководством архитектора А. Я. Стрижевского работал над архитектурно-художественным оформлением здания Посольства СССР в Берлине. В этот период им были созданы:
- Горельеф на фронтоне парадного входа с гербом СССР и фигурами рабочего и колхозницы;
- Четыре фигуры — рабочего, шахтера, молодой работницы и колхозницы — на башне центрального корпуса;
- Трёхфигурная композиция «Материнство» — в Большом Концертном зале Посольства.

| - Памятник композитору М. И. Глинке (1947) - Скульптуры на здании Российского Посольства - Композиция «Материнство» (1949) - Горельеф на фронтоне |

## Сочинения В. Н. Масютина
- Василий Масютин. «Гравюра и литография». — М.; Берлин, 1922.
- Василий Масютин. «Томас Бьюик». Опыт характеристики мастерства гравюры и критический обзор произведений Томаса Бьюика. — Берлин: Издательство «Нева», 1923.
- Василий Масютин. «Царевна Нефрет» (роман в двух томах с иллюстрациями и обложкой автора. Библ. «Дела»)[8].
- Василий Масютин. «Дни творений» (роман с иллюстрациями автора)[9].
- Василий Масютин. «Двое из одного» (повесть)[10].